# Janko Perat
Janko Perat, slovenski pisatelj, publicist, družbenopolitični delavec * 29. april 1921, Perati pri Livku nad Kobaridom, † 14. januar 2001, Ljubljana.

## Življenje
Rodil se je v delavski družini s šestimi otroki. Oče je bil občinski cestar. Vsa družina je sodelovala v NOB, kjer so Janko in njegovi trije  bratje bili vojaške starešine, najmlajši brat Leopold pa je kot pripadnik 13. proletarske brigade "Rade Končar" padel v Petrovem Polju pri Jajcu v Bosni. Sestra je bila internirana, mati pa je bila zaprta v tržaških zaporih Coroneo.
V marcu 1941 so ga Italijani tik pred napadom na Jugoslavijo vpoklicali na odsluženje vojaškega roka. Septembra istega leta so ga poslali v Afriko na libijsko fronto, od koder pa je novembra pobegnil na stran zaveznikov. Vključili so ga v Jugoslovanski bataljon 10. indijske divizije v 8. angleški armadi. Bojeval se je v Afriki. S to enoto se je v začetku marca 1942 vrnil na libijsko bojišče. Tam se je bojeval do bitke pri El Alameinu v veliki Rommlovi ofenzivi, ko se je umaknil v Palestino. 
Februarja 1943 je bil od tod poslan k britanskemu letalstvu (RAF) ter se je izpopolnjeval v letalski bazi 107 MU RAF v Kasfareetu ob Sueškem prekopu, kjer se je začelo njegovo revolucionarno in aktivistično delo za NOG. Bil je eden izmed najbolj izpostavljenih organizatorjev in udeležencev prvega upora proti begunski vladi v Londonu in v Kairu in proti kralju Petru. Sodeloval je pri organizaciji prvega upora letalcev proti kralju in za NOV 1. decembra 1943 v Kasfareetu. V NOV je prišel kot prekomorec in je deloval v 1. letalski eskadrilji do demobilizacije leta 1946, ko je postal sekretar skojevske organizacije in član političnega biroja najožjega vodstva.
Od leta 1946 do 1955 je delal pri okrajnem odboru OF Tolmin in pri Občinskem ljudskem odboru Tolmin, do 1962 je bil načelnik oddelka za družbene dejavnosti pri Občinskem ljudskem odboru Gorica, zatem pa je opravljal enako dolžnost pri Skupščini občine Ljubljana Center. Od leta 1966 je bil direktor doma upokojencev v Ljubljani, vse do upokojitve leta 1974. Bil je član plenuma SZDL Slovenije. 25 let je delal v Lovski zvezi Slovenije, z Olgo Kraigher in Bojanom Accettom je ustanovil Gerontološko društvo Slovenije. Ob delu je študiral na Višji šoli za socialne delavce v Ljubljani, zatem pa je še nekaj časa študiral sociologijo na Filozofski fakulteti v Ljubljani. Izpopolnjeval se je na Institutu za gerontologijo Ana Aslan v Bukarešti. Vrsto let je deloval kot poklicni politični delavec, zadolžen je bil predvsem za socialno varstvo, šolstvo, zdravstvo, kulturo in telesno kulturo.

## Delo

### Publicistika
Napisal je več kot tristo memoarskih spisov in strokovnih del o NOB in o bitkah na Bližnjem vzhodu, kot so feljtoni: Narodnoosvobodilno gibanje v Afriki, Puščavske bitke, Brez krivde krvi. Predvsem odmevni so bili tisti s področja varstva narave, lova in planinstva, na primer feljton Planine umirajo počasi (Kmečki glas 1975), ki opozarja na problem izumiranja planšarstva. S to problematiko se je ukvarjal tudi v knjigah o lovstvu z memoarskimi in leposlovnimi komponentami: Utrinki iz lovske koče (Ljubljana, 1980), Zelene stečine (Ljubljana, 1997 – izbor tekstov z lovsko tematiko od Jurčiča dalje), Divjad (Ljubljana, 1983 – izbor barvnih posnetkov divjadi fotolovcev ter spremljajoči teksti). Odmevni so bili njegovi gerontološki članki v periodiki (Komunist, Naši razgledi, Delo itd.)

### Leposlovje
Peratova literarna dela so povezana z naravo, z iskanjem vzrokov človekove odtujenosti ter izkazujejo prizadetost in občutljivost za neuspehe partizanov. Obravnavajo prekomorske enote v NOV. So posebnost v slovenski partizanski literaturi, saj gre za resnično politično in zgodovinsko dogajanje med prekomorci. Snov za svoje romane je črpal iz zgodovinskih dejstev in iz NOB med Slovenci na Bližnjem vzhodu. Pisal je romane o prekomorcih, ki so v NOV Jugoslavije prišli iz Afrike in z Bližnjega vzhoda. Začel je z romanom Umirajoči čas (Koper: Lipa, 1970), v katerem opisuje pot primorskih Slovencev in istrskih Hrvatov iz italijanske vojske, njihov prihod v NOV Jugoslavije in boje v Dalmaciji. V naslednjem romanu Reci mi Sandro (Ljubljana: Borec, 1977) in v baladni povesti Gora (Ljubljana, 1980, Zlatorogova knjižnica, objavljena v knjigi Utrinki iz lovske koče) se spominja letalcev, saj je bil tudi sam letalec v 1. lovski eskadrilji in nato še v 1. lovskem polku Jugoslovanske armade. V romanu Krokarjeva jesen (Ljubljana: Borec, 1988) govori o tankistih prekomorcih. Za ta roman je prejel priznanje občine Tolmin in leta 1989 Kajuhovo nagrado, ki jo podeljujeta založba Borec in Partizanska knjiga iz Ljubljane. V knjigi Odločitev v puščavi (Koper: Lipa, 1980) je opisal doživljanje in pričevanja o jugoslovanskem bataljonu v Afriki in o protifašističnem boju Primorcev in Istranov. V biografski povesti o športniku Janezu Poldi – Polda (Koper: Lipa, 1973) je pisal o vrhunskem smučarskem skakalcu, ki je doživel bleščeč vzpon in tragičen konec. V romanu Golo upanje (Koper: Lipa, 1976) opisuje boj Primorcev, pripadnikov organizacije TIGR, proti italijanskemu fašizmu v času pred drugo svetovno vojno. Ocenjeval je objave o prekomorcih.